# Friedrich Johann von Löwenwolde
Friedrich Johann Baron von Löwenwolde (russisch Фридрих Иоганн Густавович Левенвольде; * 25. Junijul. / 6. Juli 1776greg.; † 3. Oktoberjul. / 15. Oktober 1832greg. in Rappin) war ein livländischer Landmarschall.

## Leben
Friedrich Johann war Angehöriger der baltischen Barone von Löwenwolde. Seine Eltern waren der Erbherr auf den livländischen Gütern Rappin und Ropkoy sowie livländische Landrat und Wirkliche russische Staatsrat Johann Gustav Baron von Löwenwolde (1733–1791) und Agrippa Catharina Johanna, geborene Freiin von Meyendorff (1756–1812).
Löwenwolde vermählte sich 1819 mit Dorothea Caroline von Anrep (* 1798). Tochter des russischen Generalleutnants Reinhold von Anrep (1760–1807).
Er studierte 1797 in Göttingen Geschichtswissenschaften. In den Jahren 1805 bis 1823 war er Kirchspielsrichter und von 1818 bis 1824 Dorpater Kreisdeputierter. Schließlich bekleidete er von 1827 bis 1830 die Stellung des livländischen Landmarschalls und wurde anschließend als Landrat versorgt.
Als Mitbesitzer von Rappin ließ er den dortigen Gutspark anlegen.